# Danesh (Literaturzeitschrift)
Danesh (persisch دانش, DMG Dāneš, ‚Wissen‘) ist der Titel von sieben verschiedenen persischsprachigen Zeitschriften, die ab 1882 herausgegeben wurden. Diese Danesh war eine monatliche literarische Zeitschrift, die dem Verband der Demokraten (Majmaʿ-e demokrāt) angegliedert war. Die Zeitschrift wurde von dem Dichter und Schriftsteller Moḥammad Dāneš Bozorgnīā in Maschhad herausgegeben. Anscheinend wurde sie bereits nach der ersten Ausgabe im Dezember 1919 eingestellt. Die Zeitschrift wurde in der Khorasan-Presse gedruckt und trug keine Illustrationen oder Werbung. Eine Kopie wird in der Zentralbibliothek der Teheraner Universität aufbewahrt.